# Bankesia pallida
Bankesia pallida är en fjärilsart som beskrevs av Otto Staudinger 1879. Bankesia pallida ingår i släktet Bankesia och familjen säckspinnare. Inga underarter finns listade i Catalogue of Life.